# Сейбаль

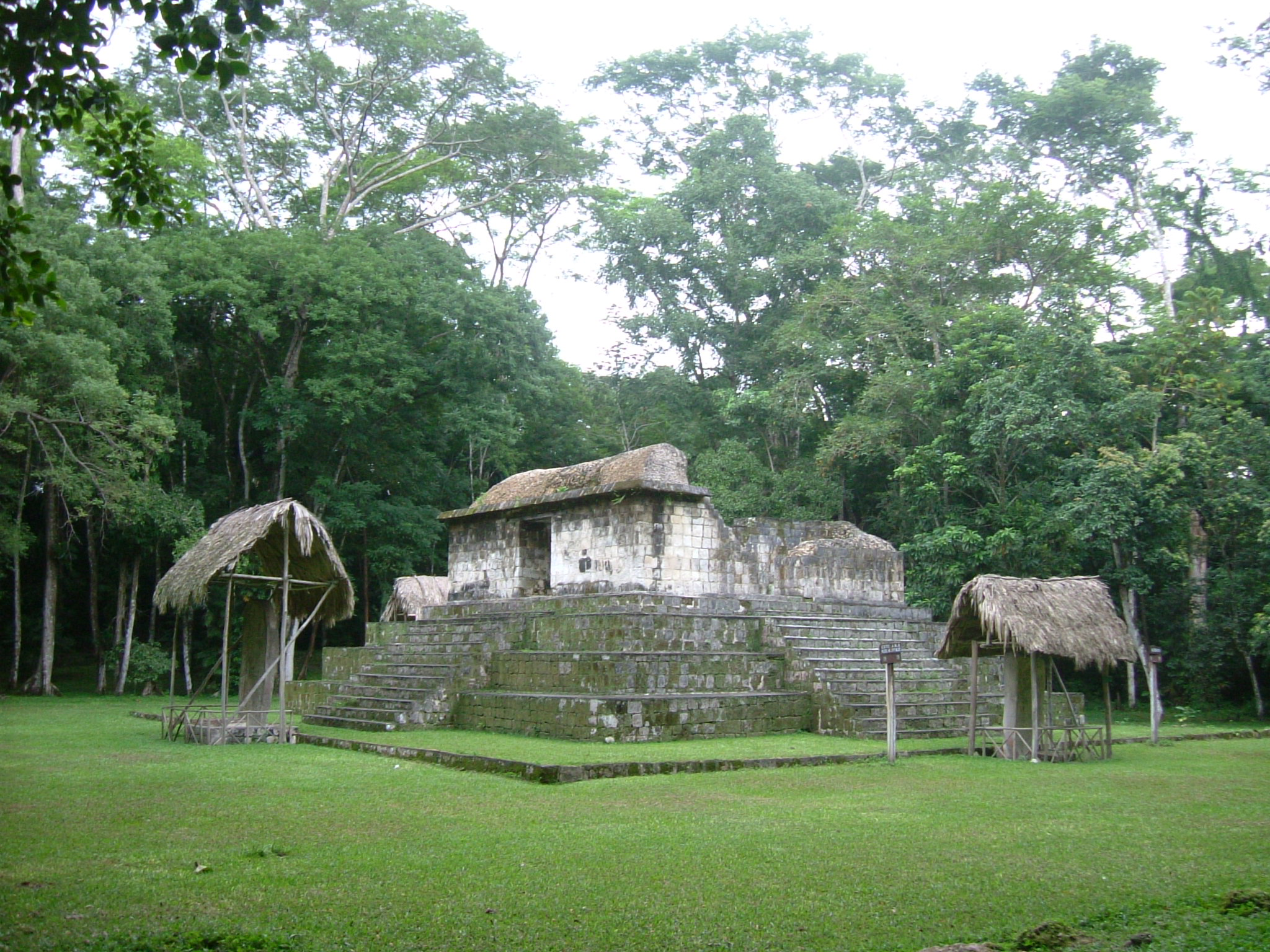
Руїни храму з Сейбаля

Сейбаль — руїни міста цивілізації мая класичного періоду. Розташоване у департаменті Петен (Гватемала). Назва з іспанської мови перекладається як «Місця з багатьма сейбами».

## Історія
Старовинна назва цього поселення невідома. Вперше Сейбаль заселений у середній докласичний період близько 1000 року до н. е. Знайдена в Сейбаль загальна площа датується бл. 950 роком до н. е., а сусідні церемоніальні будівлі стають монументальними лише до 800 році до н. е. Також свідоцтв про постійні житлових будинків на тій території того періоду знайдено вкрай мало. Більшість людей продовжували жити традиційним життям мисливців-збирачів, кочуючи по джунглях з місця на місце. Так тривало 500—600 років. Дослідники припускають, що групи з різним ступенем мобільності змогли кооперуватися, щоб зводити будівлі і брати участь в громадських церемоніях протягом кількох наступних століть. Цей процес допомагав їм зміцнювати соціальні зв'язки і, врешті-решт, привів до суцільно осілого життя землеробського суспільства, що залежало від кукурудзи, до 400—300 років до н. е. З цього моменту починається поступове зростання населення Сейбаля. Втім, у рамках докласичної кризи мая Сейбаль приблизно в середині 70-х років до н. е. зазнали відчутної кризи.
З часів раннього класичного періоду було одним з основними центрів Петешбатуну разом з містами Тамаріндіто і Арройо-де-Пьедра. Підйом розпочав близько 300 року н. е. Першим відомий цього часу володар став правити у 415 році. Очолювала своєрідну «конфедерацію» союзних і залежних держав, ставши значну потугою Населення на той час становило близько 10 тис. осіб. Внаслідок якихось процесів (політичного або природного характеру) між 500 та 590 роками кількість людей значно зменшилося — до 5—6 тис.
З 650 року відбувається процес поступового відновлення міста та політичного статусу, особливо в часи Пат-К'авііля. Було суперником міста Мачакіла на сході, і Дос Пілас (Південний Мутуль) і Аґуатека на заході, з Канкуен — на півдні. Водночас встановлюються союзницькі відносини з Мутульським царством.
В цьому він стикнувся з амбіціями Південного Мутульського царства. У 735 році війська останнього завдали нищівної поразки Сейбалю, а його ахава (царя) Їч'аак-Б'алама («Коготь Ягуара») захопили у полон і стратили.
Після цього Сейбаль до 771 року опинився в залежності від Південного Мутуля. Тоді в Сейбалі запанував новий правитель на ім'я Ахав-Б'от, який прийняв титул «Священного Володаря Мутуля». Сейбальський цар зійшов на трон в день закінчення к'атуна, що досить незвично для мая. Вважається, що Ахав-Б'от був одним з південномутульських династов, що втік до Сейбаля, повалив місцеву династію і заснував власну. Ахав-Б'от згадується також у місті Чапайале, за 15 км на північний схід від Сейбаля. На думку вчених, це є ознакою того, що Чапайаль в той час входив в сферу впливу Сейбаль. У 802 році сейбальський цар поширив свою владу на Ла-Амелию.
Ієрогліфічні написи дають підстави припустити, що близько 830 року в Сейбалі стався заколот, в результаті якого до влади прийшов Ах-Болон-Ха'бат-Ват'уль-К'атель (при підтримці Папамаліль з царства К'анвицнал (Уканаль). За однією з теорій в епосі мая-кіче Пополь-Вух, де йдеться про вождів відправився в Тулана (велике місто), щоб отримати владні значки, може бути, представляє собою оповідку про те, що війська Уканаля зайняли Сейбаль і оголосили про своє панування, а потім перебралися на південь, до центру кіче післякласичного періоду. Іншим можливими вождями заколоту вважаються племена мая-чонталь.
Ах-Болон-Ха'бат-Ват'уль-К'атель перетворив свою столицю в центр варваризованої держави. У 849 року відбулося зібрання залежних від Секйбаля держав за участю царів мутуля, Кануля, Ік'а і Лакамтууна. Водночас Сейбал відвідав «Священний Володар Пу'», «господар двадцяти гірських поселень». Слово Пу' («Очерет») — це буквальний переклад «Толлан», назви столиці тольтеків. В цей же час ахави Сейбаля приймають титул калоомте (на кшталт імператора).
Наступні 100 років відбувається піднесення могуті царства в Сейбалі, тоді його населення сягає 10 тис. осіб. Місто контролювало територію південного Петену. Занепад відбувся близько 930—950 років внаслідок війн із загарбниками. Про це свідчать отримані в ході розкопок дані. Можливо, внаслідок вторгнення племен піпіль, що тоді рушили уздовж річки Усумасінти та її приток. За іншою версією, Сейбаль було захоплено племенами іца.

### Ахави
- Пат-К'авііль (кінець VII — поч. VIII)
- Їч'аак-Б'алам (д/н-735)
- Їч'аак-Б'алам (II) (з 735 до — до 750-х років)
- K'ініч-Б'алам
- Ахав-Б'от (771)
- Ах-Болон-Ха'бат-Ват'уль-К'атель (830-850-ті)
- К'ухуль-Іц'ат (860-ті)
- К'ап-Сак-Нік (880-ті)

## Опис
Знаходиться на західному березі річки Пасьон (100 м від берега), в південній частині департаменту Петен, на відстані 12 км від міста Саяшче. Загальна площа становить 6 км2 (600 га). Має 4 площі, разом з 31 скульптурним пам'ятником, 2 майданчики для гри у м'яч.

### Архітектура
У середині XI ст. до н. е. почалося будівництво ритуальних споруд, які сформували найбільш ранню відому в низинах мая «Е-групу» — архітектурний комплекс, що складається з великої піраміди на західній стороні площі або платформи і піднесеної довгої споруди на східній стороні. Є першим на низинах розселення мая.

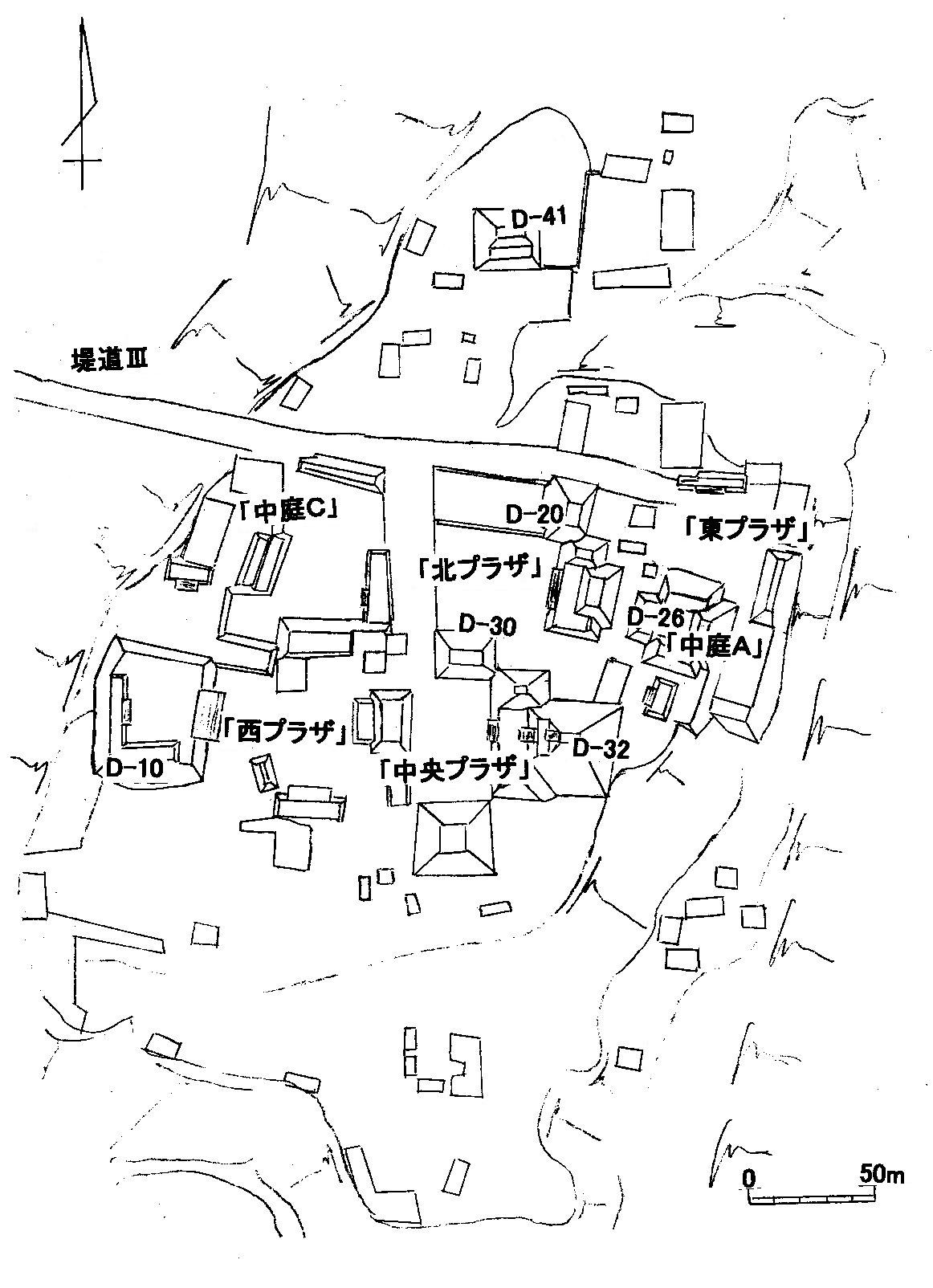
Мапа Групи «D»

Площа ритуально-адміністративного центру займає 100 га, проте ядро центрального району — «Група А», займає територію до 25 га. Він є найранішнім комплексом, з 300 року до н. е. розширено. З 650-х років основні палацові і адміністративні будівлі знаходилися в групі «D» на природному пагорбі, що підноситься над річкою Пасьон на 80 м. Схили пагорба були ескарпіровани, а платформи, які підтримували будівлі, тісно розташовувалися одна до одної, утворюючи практично суцільну стіну. Група «B» являє собою невеликий комплекс, розташований на відстані близько 3 км від центру пам'ятки. Група «C» лежить на греблі II, яка проходить через неї, завершуючись на кільцевій структурі C-79.

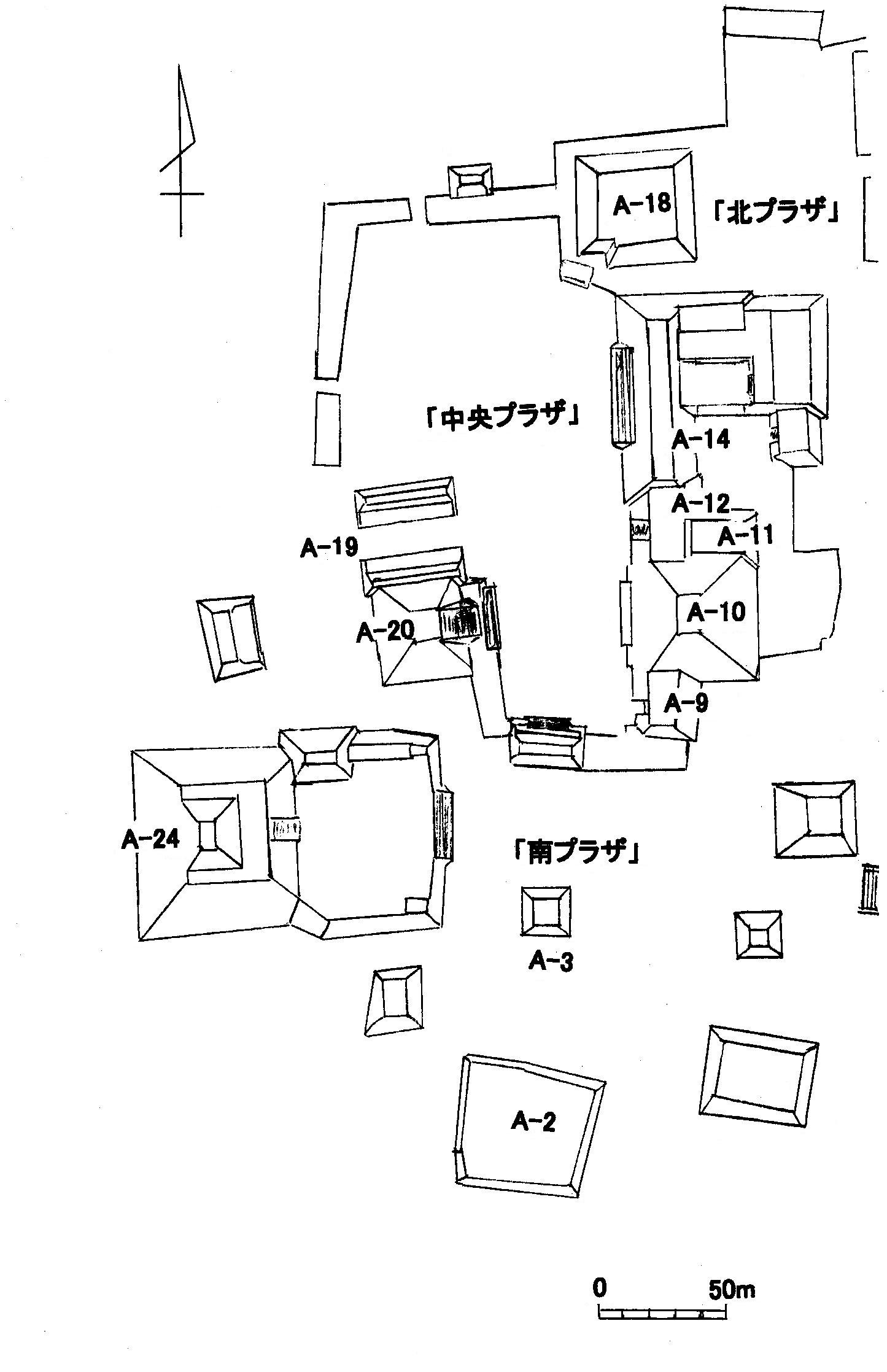
Мапа Групи «А»

Інтерес представляють палац А-14 і храм А-3 з центральної Групи «А». Головна площа в групі «А», що розташовувалася на річковому березі, була оточена стіною.
Палацова споруда А-14 знаходиться на східній стороні центральної площі. Має 80 м завдовжки і 29 м завширшки, ступінчасту п'ятиповерхову форму. Висота цієї платформи — 5,35 м. Із західного боку до палацу веде від рівня площі кам'яні сходи 39 м завширшки. У будівництві виявлені панелі з ієрогліфічними написами (на одній з панелей дата 9.16.0.0.0, відповідна 751 м н. е., — одна з найдавніших дат міста).
Храм А-3 — невелика пірамідальна споруда, що займає в усій групі особливо важливе положення, оскільки з кожної з чотирьох сторін його основи стояло по одній стелі (стели 8, 9, 10, 11) — з числа найбільш видатних скульптурних монументів Сейбаль. Храм знаходиться в центрі Південної площі Групи «А». Храм датується 850 роком.
Серед будівель Сейбаля виявлено кругову обсерваторію («Будівля С-79»), що є одним з перших таких типів архітектури мая, зведення її відносять до 870 року (пізньокласичний період). Періодом пізньої класики також датуються 2 «стадіони» для гри у м'яч («Структура А-19» і «Структура С-9»). Останні схожі за стилем на майданчики з Чичен-Іци, розташовані зі сходу на захід.

### Скульптура
Натепер знайдено 57 стел (35 звичайних, 22 — різьблені) і 22 вівтарів. Близько 20 різьблених стел знаходяться районі «Групи А». Під час розкопок тут були виявлені численні уламки розфарбованих алебастрові скульптур людей, богів і тварин, виконаних у натуральну величину (і навіть перевищуючи її). Центральне місце в цій композиції займають 4 великі людські фігури — по одній над кожною з 4 дверей храму. Найкраще збереглася голова особи, що лежала серед уламків з південного боку будівлі. З вражаючим реалізмом зобразив давній майстер величне і урочисте обличчя людини, яке дуже нагадує обличчя персонажа зі стели 11, що стоїть тут же, біля підніжжя храму. Голова статуї пофарбована в червоний колір. Зверху її увінчує корона або діадемоподібний головний убір, розписаний зеленою фарбою. П'ята стела (стела 21), була виявлена в центральній камері храму А-3 і теж з календарним написом, що відповідає 850 року. На фризі будівлі фігурним ліпленням був зображений блок з календарною датою 830 рік.
Потужний розвиток відбувається у пізньокласичний період. Для нього характерен змішаний маянсько-мексиканський стиль (що відбувало політичну ситуацію). Відомо про спорудження у 849 році 5 стел і вівтаря. Стела 13 яскравий зразок пізнього монумента, що відрізняється від традиційного маянського канону, з помітним впливом мистецтва тольтеків, зокрема зображення незвичайного одягу, прикраси у вигляді кістки в носі та довге волосся у головних фігур, квадратних ієрогліфів, скульптурне зображення ягуара з мавпами біля основи, масок бога Тлалока. Разом з цими зображеннями присутні календарні дати, що записані за системою числення мая (стели 849—889 років). і чужоземні риси в культурі міста доповнює плоска кам'яна голова, так звана «ача» («сокира»). Подібні вироби характерні для культур племен Південного Веракрусу і Західного Табаско кінця I — початку II тисячоліття.

### Кераміка
Поділяється на 2 етапи: ранній — 950—600 роки до н. е. (відомий як етап «Ше»), 600—300 роки до н. е. (етап «Ескоба») пізній від 770 до 930 років (етап «Байаль»).
Помітний розвиток майстерності у виготовлені керамічних виробів, спадковість та наступність технік. В Сейбалі знайдені одні з перших свідчинь керамічного виробництва у мая. Гончарі в цього поселені з'явилися ще в середній докласичний період. Значна частина представляє ритуальний посуд, за форму хрестоподібний. Тоді на кераміці Сейбаля значний вплив мали ольмеки, насамперед багато схожого з керамікою міста Ла-Вента. Кераміка етапу «Ескоба» схожа з попередньою, але відрізняється вищою якістю, в цей час вона має чітко виражену окремішність для культу і побуту (за цим також поділяється — для знаті та простолюдинів).
Кераміки часи раннього класичного періоду наразі поки не виявлено. У VII — на початку VIII ст. помітні впливи тікаля та Калакмудя в гончарному виробнеицтві. Втім власного стилю Сейбаля не мформовано.
З 830 до 950 року Сейбалі спостерігався масовий наплив витонченої помаранчевої кераміки (згідно з даними хімічного аналізу центр її виробництва знаходився в південній частині узбережжя Мексиканської затоки) і теракотових статуеток центральномексиканського штибу.

## Дослідження
Руїни міста було виявлено у 1890 році випадково, під час робіт лісорубів. У 1893 році перші попередні дослідження зробив Федеріко Артес. У 1895 році більш ґрунтовний огляд території, склавши її план, та пам'яток здійснив австрійський археолог Теоберт Малер від імені музею Пібоді Гарвардського університету. У 1905 році він повернувся до Сейбаля, втім, тут нічого не знайшов. У 1908 році музей Пібоді надрукував його огляд.
У 1914 році дослідження проводив Сильванус Морлі за дорученням Інституту Карнегі (Вашингтон, США). У 1948 році тут працював Барнум Браун. У 1961—1963 роках експедиції до Сейбалю організовував музей Пібоді.
У 1964—1968 роках проводилися дослідження на чолі із Гордоном Вілеєм та Августом Лед'ярдом Смітом. У 1970-х роках велися значні археологічні роботи на території ритуально-адміністративного центру городища.
З 2006 року працює археологічна група з Аризонського університету (США) на чолі із Такеші Іномата і Даніелою Тріадан. В археологічних роботах беруть участь фахівці з США, Канади, Гватемали і Японії. Їх роботи фінансуються наступними організаціями: фондом Alphawood, National Geographic Society Committee for Research and Exploration, National Endowment for the Humanities, Міністерством освіти, культури, спорту, науки і технологій (KAKENHI), а також японським Товариством просування науки KAKENHI. У 2015 році вони визначили присутні в Сейбалі осілих та кочових мая, виявили свідчення стародавнього «плавильного котла» племен мая.